# Agra (India)
 Agra város (Hindi: आगरा, Āgrā)  India északi részén, a Jamuna folyó partján fekszik, Uttar Prades tagállamának nyugati részén.

## Éghajlat
| Hónap | Jan. | Feb. | Már. | Ápr. | Máj. | Jún. | Júl. | Aug. | Szep. | Okt. | Nov. | Dec. | Év   |
| --- | ---- | ---- | ---- | ---- | ---- | ---- | ---- | ---- | ----- | ---- | ---- | ---- | ---- |
| Rekord max. hőmérséklet (°C) | 33,0 | 35,6 | 42,8 | 46,5 | 48,6 | 48,5 | 46,5 | 43,0 | 41,4  | 41,1 | 36,1 | 31,0 | 48,6 |
| Átlagos max. hőmérséklet (°C) | 22,3 | 25,2 | 32,0 | 38,5 | 41,6 | 40,7 | 35,2 | 33,7 | 34,4  | 34,3 | 29,7 | 24,0 | 32,7 |
| Átlagos min. hőmérséklet (°C) | 8,0  | 10,4 | 15,9 | 22,3 | 26,4 | 28,5 | 26,8 | 25,8 | 24,4  | 19,9 | 13,7 | 9,1  | 19,3 |
| Rekord min. hőmérséklet (°C) | −2,2 | −1,7 | 5,6  | 10,0 | 14,0 | 12,0 | 14,5 | 12,0 | 13,0  | 9,4  | 2,8  | −0,6 | −2,2 |
| Átl. csapadékmennyiség (mm) | 13   | 18   | 9    | 6    | 11   | 56   | 203  | 243  | 130   | 25   | 4    | 6    | 725  |
| Forrás: NOAA (1971–1990), World Meteorological Organization (precipitation 1901–2000) , India Meteorological Department (records) |      |      |      |      |      |      |      |      |       |      |      |      |      |

## Látnivalók

Agra fő látnivalói

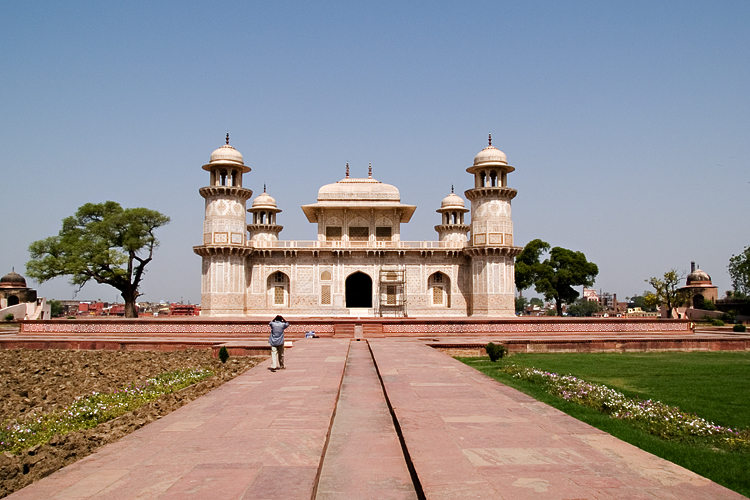
Itimat-ud-Daula, avagy a „kis” Tádzs Mahal

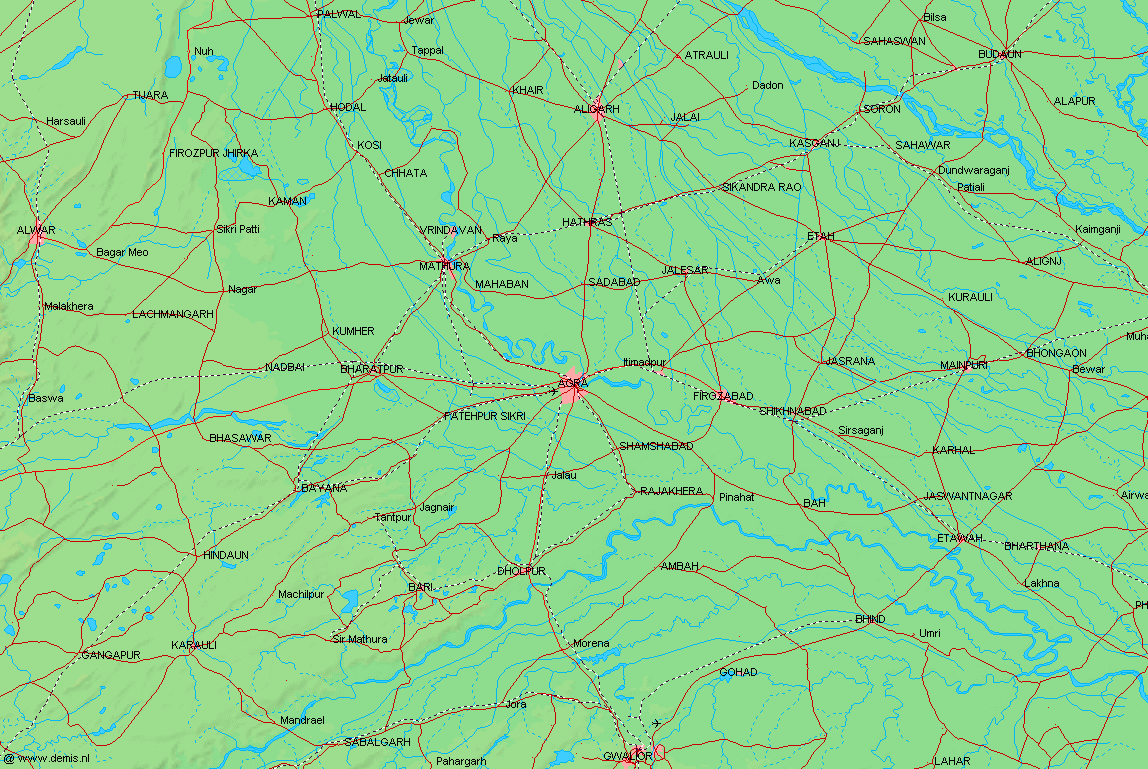
Agra környékének térképe

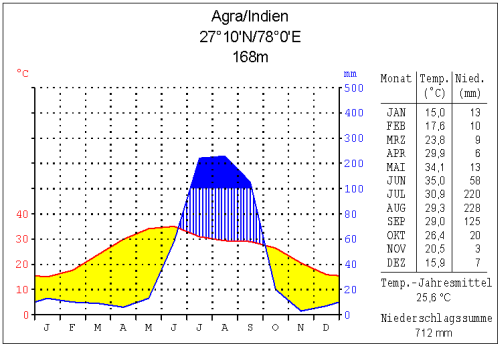
Agra éghajlatának ábrázolása

Agra megszakításokkal 1526 és 1648 között a Mogul Birodalom fővárosa volt. Ebben az időszakban épült Akbar Nagymogul vára (a mai agrai Vörös Erőd), Sáh Dzsahán mogul sah palotája és a Gyöngyházmecset (Moti Maszdzsid).
A Vörös Erőd és a Tádzs Mahal 1983 óta világörökségként az UNESCO védelme alatt állnak. 

### Tádzs Mahal
A leghíresebb látnivaló a Tádzs Mahal, amelyet az Sáh Dzsahán hitvese és saját maga számára mauzóleumnak építtetett. Itt található egy terület, ahol a hagyományos pacsiszi játék élő „figurákkal” játszható.
A Tádzs Mahal ismertsége teszi Agrát India egyik leglátogatottabb városává. Szeptembertől decemberig a legalkalmasabb az időjárás az ideutazásra.

### A Vörös Erőd
Agra domináns épületét, az Agrai Erődöt, amit Vörös Erődként is ismernek, 1565-ben emeltette Akbar mogul sah. A vörös homokkő erődöt felújítás után Sáh Dzsahán palotává építtette át, belső tereit alaposan átváltoztatva márvánnyal és mozaikdíszítéssel. Az erődben van a Gyöngyház-mecset, a  Diván-e-Ám és a Diván-e-Khász (a nyilvános és magánkihallgatások termei), Dzsahángír palotája, a Khász Mahal, a Sis Mahal (tükrös palota), és a Muszamman Burdzs.
Nagy Akbar 1565-ben rendelte el az erőd építését, majd az épületet  unokája, Sáh Dzsahán uralkodásának idejéig többször bővítették. A kívül zord külsejű erőd belül rendkívüli pompás. Alaprajza holdsarló alakú, keleti oldala egy, a Jamuna folyó felé néző hosszú, csaknem teljesen egyenes fallal végződik. Teljes kerülete 2,4 kilométer. Duplán pártázott vörös homokkő sáncok veszik körül, ezekből helyenként bástyák emelkednek ki. A külső falat 9 méter széles és 10 méter mély árok veszi körül.

### Itmad-Ud-Daulah síremléke
Bár intarziái a Tádzs Mahal szépségét is felülmúlják, mégis kevésbé ismert az 1628 –ban épült Itimad-ud-Daula mauzóleum. Ez volt az első mogul-építmény, mely márványból készült, ezzel a korabeli építészet stílusváltását jelezve. A csupán néhány évvel később épült Tádzs Mahalt láthatóan ennek az építménynek alapján emelték.[forrás?] Núr Dzsehán uralkodónő építtette Itmad-Ud-Daulah síremlékét, amit más néven Baby Taj-ként emlegetnek, az édesapja, Ghiász-ud-Dín bég, Dzsahángir uralkodó főminisztere révén. A többi mogul-korabeli síremlékekhez képest kisebb, néhányan ékszerdoboznak is nevezik ezért. Kertjének alaprajza, valamint a fehér márvány, a mozaik, a belső terek díszítése, a rostélyok a Tádzs Mahal díszítésénél használt elemeket vetítik előre.

### Jama Masjid
A Dzsama Masztdzsid egy hatalmas, Sáh Dzsahán lányának, Dzsahánara Bégum tiszteletére 1648-ban épült mecset, mely szokatlan kupolája miatt érdekes, valamint azért, mert nem áll mellette egy minaret sem.

### Chini Ka Rauza
Kék csempékkel borított, perzsa hatást mutató kupolája miatt figyelemre méltó a Csini Ka Rauza, amely a  Sirázból származó Allama Afzel Khál Mullah Sukrullah tiszteletére épült, aki Sáh Dzsahán miniszterelnöke volt.

### Rám Bágh
India legrégebbi mogul kertjét, a Rám Bágh-ot („Holdfény Kert”) 1528-ban létesítette Bábur uralkodó. 2,34 km-re fekszik a Tádzs Mahaltól északra.

### Szoami Bágh Szamádzs
A város külső, Dajalbágh részén látható a Szoami Bágh Szamádzs, amely Hujur Szoamidzsi maharadzsa mauzóleuma. Hujur alapította a Radhaszoami vallást, ezért követői számára a szamádzs szent hely. 1908-ban kezdték építeni, és hitük szerint az épület sohasem lesz befejezve. Sokan a “következő Tádzs Mahal”-nak tekintik. Az élethű, színezett márvánnyal kombinált kőfaragványok sehol máshol nem láthatók Indiában. Ha elkészül, a  szamádzsot egy faragott kupola és kapuzat fogja még díszíteni.

### Szikándra (Akbar síremléke)
Szikándra, a Nagy Akbar mogul uralkodó  nyughelye, mindössze 13 km-re van az agrai Vörös Erődtől. Akbar síremléke személyiségének sokoldalúságát jeleníti meg. Az óriási, gyönyörűen faragott, vörös-sárga homokkő sír egy kert közepén emelkedik. Maga Akbar tervezte meg saját sírját és választotta ki a legmegfelelőbb helyszínt is. Csagatáj-török szokás volt még életükben sírhelyet építeni maguknak, ezt a szokást a mogulok is megtartották. A piramis alakú sír építését Akbar fia, Dzsahángir fejezte be 1613-ban.
Agrától mintegy  40 km-re nyugatra fekszik Akbar régi fővárosa, a Fatehpur Szíkri, amely 17 röpke év után vízhiány miatt elnéptelenedett. A nagymecset és a paloták miatt ma ez a világörökségi körbe tartozó város közkedvelt kirándulóhely Agra mellett.

## A város szülöttei
- Mumtáz Mahal, Khurram herceg első felesége

## Fordítás
- Ez a szócikk részben vagy egészben  az   Agra című német Wikipédia-szócikk ezen változatának fordításán alapul.  Az eredeti cikk szerkesztőit annak laptörténete sorolja fel. Ez a jelzés csupán a megfogalmazás eredetét és a szerzői jogokat jelzi, nem szolgál a cikkben szereplő információk forrásmegjelöléseként.
- Ez a szócikk részben vagy egészben  az   Agra című angol Wikipédia-szócikk ezen változatának fordításán alapul.  Az eredeti cikk szerkesztőit annak laptörténete sorolja fel. Ez a jelzés csupán a megfogalmazás eredetét és a szerzői jogokat jelzi, nem szolgál a cikkben szereplő információk forrásmegjelöléseként.